# Подбрдо (Толмин)
Подбрдо (словен. Podbrdo) — поселення в общині Толмин, Регіон Горишка, Словенія. Висота над рівнем моря: 535,3 м. Розташоване у вузькій долині річки Бача.

## Історія
Поселення було засновано в 16 столітті переселенцями з Тіролю.